# Sanguinet
 Sanguinet  (también así en occitano) es una población y comuna francesa, situada en la región de Aquitania, departamento de Landas, en el distrito de Mont-de-Marsan y cantón de Parentis-en-Born.

## Demografía
| 1130 | 1334 | 1364 | 1368 | 1695 | 1982 |
| Para los censos de 1962 a 1999 la población legal corresponde a la población sin duplicidades (Fuente: INSEE [Consultar]) |      |      |      |      |      |